# Hrvatska obzorja
Hrvatska obzorja – časopis Ogranka Matice hrvatske Split književno-znanstveni je časopis u izdanju Matice hrvatske iz Splita. Izlazi od rujna 1993. godine.
Prvi urednik Hrvatskih obzorja bio je glazbeni pisac Ivan Bošković. List je uređivao deset godina, a sljedeće dvije godine Petar Bezina. Nako njega glavni urednici bili su Vlado Nuić, Trpimir Jurkić i Tea-Tereza Vidović Schreiber. Časopis nije izlazio 2005. i od 2007. do 2016. godine.
List izlazi tromjesečno. 

## Vanjske poveznice
Mrežna mjesta
- Petar Zdravko Blajić, ŠIRE OBZORE - "HRVATSKA OBZORJA" Časopis Matice hrvatske Split, Kulturna baština 24-25/1994.
- Katarina Spehnjak, HRVATSKA OBZORJA br. 4, god. IV., 1996., Časopis za suvremenu povijest 3/1997.